# Józef Doms

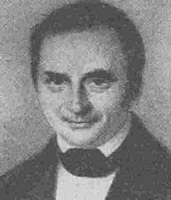
Józef Doms

Józef Doms (ur. 1780 w Dolním Prysku, Czechy, zm. 18 sierpnia 1853 w Raciborzu) – niemiecki kupiec i przedsiębiorca.

## Życiorys
We Wrocławiu Doms odbył nauki w zawodzie kupieckim. Na początku XIX wieku przybył do Raciborza, gdzie rozpoczął pracę w firmie kupieckiej rodziny Galli. Ożenił się z córką pryncypała Joanną, z którą miał czwórkę dzieci.
W 1811 zaczęła się w Raciborzu działalność Józefa Domsa. W 1823 zakupił sąsiedni dom, który został znacznie rozbudowany. Na podwórzu domu przy Rynku urządził pierwszą w mieście fabrykę tabaki. Tak zrodziła się nowa gałąź raciborskiego przemysłu tytoniowego. Po trzydziestu latach fabryka zatrudniająca 15 pracowników wyprodukowała 150 ton tabaki wartości 40 tysięcy talarów. Synowie Józef, Henryk, Juliusz i Leon w 1854 zbudowali przy ul. Chopina większą fabrykę tabaki, ponieważ zakład nie mógł podołać zapotrzebowaniu. Jednak i nowa fabryka okazała  się za mała, więc w 1871 zbudowano przy dzisiejszej ul. Reymonta kolejną, znacznie większą, której część przetrwała do dziś. Zwiększenie rozmiaru produkcji skłoniło właścicieli do przekształcenia firmy w spółkę prawa handlowego. Wnuk Józefa Domsa Franciszek wykupił konkurencyjną fabrykę Breibarth & Co. na Ostrógu w 1889. Później kupiono młyn nad Psinką i całość znacznie rozbudowano. W 1901 rozpoczęto produkcję tytoni do palenia. Idąc z duchem czasu fabryki Domsa zaczęły produkować papierosy marki Freiherr v. Eichendorff, które sprzedawano w metalowych pudełkach, na których widniała postać poety z jego pomnika w Raciborzu. 
W 1911 obchodzono stulecie działania Domsów, ówczesny właściciel firmy, Franciszek Doms, równocześnie pan w Pawłowie, podarował miastu kilkuhektarowy park rozciągający się od murów fabrycznych do Odry. 
Produkcja tabaki zapoczątkowana przez Józefa Domsa dała podwaliny przemysłu tytoniowego w Raciborzu. Doms nie ograniczył się do jednorodnej działalności swojej wytwórni tabaki. W 1833 uruchomił w Raciborzu wytwórnię araku, mocnego alkoholu, uzyskiwanego z trzciny cukrowej i ryżu, o rocznej produkcji wynoszącej 6 tysięcy litrów.
W 1839 Józef Doms wybudował na Dębiczu (dzielnica Raciborza), pierwszy na Górnym Śląsku młyn parowy bardzo wydajnego systemu amerykańskiego, były napędzane wysokociśnieniową  maszyną parową. Dobrej jakości mąki eksportował do Wrocławia i Królestwa Kongresowego oraz do Cesarstwa Austriackiego. W 1850 obok młyna zbudowano olejarnię, również napędzaną lokomobilą parową.  
Józef Doms był również właścicielem kopalni Anna w Pszowie oraz udziałowcem katowickiej huty "Baildon".